# Misère sexuelle
 (mai 2025).
 (mai 2025).
La mise en forme du texte ne suit pas les recommandations de Wikipédia : il faut le « wikifier ».
Les points d'amélioration suivants sont les cas les plus fréquents. Le détail des points à revoir est peut-être précisé sur la page de discussion.
- Les titres sont pré-formatés par le logiciel. Ils ne sont ni en capitales, ni en gras.
- Le texte ne doit pas être écrit en capitales (les noms de famille non plus), ni en gras, ni en italique, ni en « petit »…
- Le gras n'est utilisé que pour surligner le titre de l'article dans l'introduction, une seule fois.
- L'italique est rarement utilisé : mots en langue étrangère, titres d'œuvres, noms de bateaux, etc.
- Les citations ne sont pas en italique mais en corps de texte normal. Elles sont entourées par des guillemets français : « et ».
- Les listes à puces sont à éviter, des paragraphes rédigés étant largement préférés. Les tableaux sont à réserver à la présentation de données structurées (résultats, etc.).
- Les appels de note de bas de page (petits chiffres en exposant, introduits par l'outil «  Source ») sont à placer entre la fin de phrase et le point final[comme ça].
- Les liens internes (vers d'autres articles de Wikipédia) sont à choisir avec parcimonie. Créez des liens vers des articles approfondissant le sujet. Les termes génériques sans rapport avec le sujet sont à éviter, ainsi que les répétitions de liens vers un même terme.
- Les liens externes sont à placer uniquement dans une section « Liens externes », à la fin de l'article. Ces liens sont à choisir avec parcimonie suivant les règles définies. Si un lien sert de source à l'article, son insertion dans le texte est à faire par les notes de bas de page.
- La présentation des références doit suivre les conventions bibliographiques. Il est recommandé d'utiliser les modèles {{Ouvrage}}, {{Chapitre}}, {{Article}}, {{Lien web}} et/ou {{Bibliographie}}. Le mode d'édition visuel peut mettre en forme automatiquement les références.
- Insérer une infobox (cadre d'informations à droite) n'est pas obligatoire pour parachever la mise en page.

Pour une aide détaillée, merci de consulter Aide:Wikification.
Si vous pensez que ces points ont été résolus, vous pouvez retirer ce bandeau et améliorer la mise en forme d'un autre article.
 (mai 2025).
La misère sexuelle est la situation de toute personne qui ne peut pour des raisons essentiellement sociales et culturelles satisfaire ses désirs sexuels, et qui en souffre plus ou moins intensément. On parle aussi de « misère sexuelle et affective », qui peut concerner tout type de personne ou bien par exemple des personnes emprisonnées, des personnes âgées, des personnes isolées, etc. Il peut aussi s'agir de personnes handicapées (handicaps physique, sensoriel, mental, etc.),,.

## Éléments de définition
Pour le chercheur en sciences sociales Alain Giami, « la misère sexuelle consiste principalement dans l'absence ou la faiblesse de vie sexuelle non reproductive ». Il ajoute que la misère sexuelle est « prise dans un strict et complexe réseau d’interdits et de contraintes [...] elle devient pour beaucoup un objet de souffrance – morale ou physique ».

## Concept et critiques

### Présupposés de la notion de misère sexuelle
Des chercheurs avancent que la notion de misère sexuelle sous-tend l'idée que les femmes "doivent" des relations sexuelles aux hommes, qui auraient une libido plus forte. Le concept serait même utilisé pour justifier certaines violences sexuelles, participant ainsi à la culture du viol.
La notion de misère sexuelle reposerait à la fois sur l'idée que l'accès au sexe serait un besoin  (ce qui reste à prouver scientifiquement) et qu'il s'agirait d'un dû. Selon le psycho-sexologue Sébastien Landry, « le besoin sexuel n’a pas de fondements scientifiques : « On ne meurt pas de besoin sexuel ». ».

### Sexisme et culture du viol dans la notion de misère sexuelle.
Le concept de misère sexuelle est d'autant plus critiqué que le désir sexuel peut être satisfait par des pratiques solitaires (comme la masturbation), ne nécessitant pas de relation sexuelle à proprement parler. Or, dans le concept de misère sexuelle, la question de l'accès au corps des femmes est primordiale.

## Histoire
On associe souvent l'existence de la prostitution à la misère sexuelle qui prévalait en raison de l'organisation socioreligieuse (importance sociale de la natalité, mariages forcés et plaisir sexuel rendu honteux par l'église - pour Thomas d'Aquin les actes et les relations sexuels non procréatifs étaient des « vices contre nature » - corps fatigués par la dureté de la vie et du travail...), y compris parfois quand elle était utilisée par des personnes handicapées qui ne trouvaient pas d'autres moyens de satisfaire leur besoin de sexualité.
Dans la seconde moitié du XXe siècle, à partir des années 1960, la misère sexuelle devient un sujet de préoccupation, dont une des solutions pourrait être l’émancipation par une révolution sexuelle.
En 1966, deux ans avant Mai 1968, la revue Partisans publie un numéro « Sexualité et répression » évoquant les principaux théoriciens de la révolution sexuelle, ainsi que des enquêtes sur la situation chez les jeunes et les femmes, visant selon Alain Giami à illustrer la misère sexuelle et la répression sexuelle, y compris en termes politiques.
En 1972 la même revue Partisans publie à nouveau un numéro sur ce sujet, sur les aspects théoriques de la révolution sexuelle en cours, en réaction à la forte répression de l’homosexualité, peu après la publication en 1971 d'un manifeste par le Front homosexuel d’action révolutionnaire critiquant vivement la normalité et le conformisme sexuel ainsi que la phallocratie ». Cette même année, l’ouvrage de l’historien belge Jos van Ussel, Histoire de la répression sexuelle est traduit en français, 
En 1974, Roger-Pol Droit et Antoine Gallien publient une analyse de témoignages illustrant la misère sexuelle de nombreux français, qui se manifeste notamment par des troubles cliniques pathologiques tels que : dyspareunie, vaginisme, éjaculation précoce, impuissance, frigidité… selon eux plus répandus qu’on ne saurait le croire. La misère sexuelle c'est aussi l’insatisfaction, l’ennui, la lassitude, les désirs inavoués qui souvent rendent la vie sexuelle quotidienne “misérable” (« Nous disons qu’elle est la situation de toute personne qui ne peut pour des raisons essentiellement sociales et culturelles exercer sa sexualité, et qui consciemment en souffre plus ou moins intensément »). Selon Roger-Pol Droit et Antoine Gallien (1974) « parler de misère sexuelle semble supposer, implicitement, la conception d’une certaine forme de “bonheur” (de prospérité ?) sexuel, et, l’adhésion à un certain nombre de thèses, théoriques aussi bien qu’idéologiques. Question que nous laissons volontairement en suspens, la description du caractère négatif de la misère sexuelle se suffisant à elle-même » . Alain Giami, en 2002 note que ces auteurs n'évoquent que la situation des adultes hétérosexuels, et uniquement sous un angle essentiellement psychologique et clinique, préfigurant la médicalisation de la sexualité qu'il a selon lui décrit en 2000 dans « Médicalisation de la société et médicalisation de la société ».

## Les causes du sentiment de "Misère Sexuelle"
Selon Maïa Mazaurette commentant une enquête Wyylde/Ifop publiée en 2022, les hommes hétérosexuels français seraient les principaux responsables de leur accès réduit aux relations sexuelles et au couple, leurs aspirations aussi bien en terme de sexualité que de vie de couple ne s'aligneraient pas sur les réalités sociologiques et les désirs des femmes hétérosexuelles.